# 16724 Ullilotzmann
16724 Ullilotzmann è un asteroide areosecante. Scoperto nel 1995, presenta un'orbita caratterizzata da un semiasse maggiore pari a 2,7954715 UA e da un'eccentricità di 0,4372982, inclinata di 29,81225° rispetto all'eclittica.